# Шосе (Вијена)
Шосе (фр. Chaussée) насеље је и општина у западној Француској у региону Поату-Шарант, у департману Вијена која припада префектури Шателро.
По подацима из 2011. године у општини је живело 185 становника, а густина насељености је износила 13,62 становника/km². Општина се простире на површини од 13,58 km². Налази се на средњој надморској висини од 100 метара (максималној 91 m, а минималној 72 m).

## Демографија
| 1962. | 1968. | 1975. | 1982. | 1990. | 1999. | 2011. |
| ----- | ----- | ----- | ----- | ----- | ----- | ----- |
| 226   | 233   | 191   | 201   | 193   | 179   | 185   |

График промене броја становника у току последњих година